# Kiltyclogher
Kiltyclogher is een plaats in het Ierse graafschap County Leitrim.